# Alicja Dorabialska
Alicja Dorabialska (14 tháng 10 năm 1897 - 1975), là nhà hóa học người Ba Lan.

## Cuộc đời và sự nghiệp
Alicja Dorabialska sinh ra ở thành phố Sosnowiec, vùng Vistula, Đế quốc Nga (nay là Ba Lan) vào ngày 14 tháng 10 năm 1897. Bà tốt nghiệp trường trung học ở Warszawa vào năm 1914 và sau đó theo học Khoa Toán-Vật lý thuộc Đại học Sư phạm Quốc gia Moskva, tốt nghiệp vào năm 1918. Dorabialska nhận bằng Tiến sĩ tại Đại học Warszawa năm 1922 và theo học với nhà hóa học Marie Curie tại Viện Radium, Paris năm 1925. Dorabialska là trợ lý của Viện Hóa lý thuộc Đại học Công nghệ Warszawa từ năm 1918 đến năm 1932. Hai năm sau, bà được bổ nhiệm làm trợ lý giáo sư tại khoa hóa lý và vô cơ của Đại học Bách khoa Lviv vào năm 1934 và giữ chức vụ chủ nhiệm bộ môn hóa lý trong Thế chiến thứ hai. Năm 1945 Dorabialska được thăng chức giáo sư và giữ chức vụ trưởng khoa hóa học từ năm 1945 đến năm 1951. Bà qua đời năm 1975.

## Các thành tựu
Dorabialska viết luận án khảo sát yếu tố nhiệt hóa học về đồng phân lập thể trong phân tử keton dưới sự hướng dẫn của Wojciech Świętosławski.